# Győző Forintos
Győző Forintos (hongarès: Forintos Győző)  (Budapest, 30 de juliol de 1935 - Budapest, 6 de desembre de 2018) fou un economista i jugador d'escacs hongarès, que des de 1974 tenia el títol de Gran Mestre (prèviament havia obtingut el de Mestre Internacional el 1963). La seva filla Gyöngyvér, també jugadora d'escacs, es va casar amb el GM anglofrancès Anthony Kosten.

## Resultats destacats en competició
Va participar en el fort Campionat d'Hongria ja el 1954, i va aconseguir de guanyar-lo el 1968/9.
En torneigs, fou 1r a Reggio Emilia 1962/3, 2n a Wijk aan Zee 1970 (després d'Andersson), 1r a Baja 1971, 3r a Caorle 1972, 2n a Vrnjačka Banja 1973, 2n a Reykjavík 1974 (darrere de Smislov, i per davant de Bronstein), 2n a Novi Sad 1974, 2n empatat a Lone Pine 1976 (darrere de Petrossian), 2n a Sarajevo 1978, i 1r empatat a l'obert de Perpinyà de 1987.

### Participació en olimpíades d'escacs
Forintos va participar, representant Hongria, en sis Olimpíades d'escacs (1958, 1964, 1966, 1970, 1972, i 1974), i va obtenir una medalla d'argent i una de bronze per equips. El 1958, hi va obtenir la medalla d'or per la seva impressionant puntuació individual del 80%.

### Escriptor d'escacs
Com a escriptor d'escacs, va produir dues obres notables sobre obertures, en anglès, ambdues escrites conjuntament amb Ervin Haag: Petroff Defence, MacMillan Chess Library, 1992 i Easy Guide to the 5.Nge2 King's Indian, Everyman, 2000. Aquest darrer llibre descriu un mètode bastant poc convencional per jugar amb blanques contra la defensa índia de rei. Sovint mencionat com a «atac hongarès», és un sistema que Forintos desenvolupà ell mateix, i del qual en va esdevenir expert.

## Partides notables
- Gyozo V Forintos vs Vassili Tomovic, Belgrad 1957, Atac indi de rei (A07), 1-0
- Gyozo V Forintos vs Vassili Smislov, Sotxi 1974, defensa Nimzoíndia: Clàssica, variant Berlín (E39), 1-0